# Gymnelia peratea
Gymnelia peratea är en fjärilsart som beskrevs av Paul Dognin 1910. Gymnelia peratea ingår i släktet Gymnelia och familjen björnspinnare. Inga underarter finns listade i Catalogue of Life.